# لويس ألبرتو بيريا
لويس ألبرتو بيريا (بالإسبانية: Luis Alberto Perea)‏ هو لاعب كرة قدم كولومبي في مركز الهجوم، ولد في 3 أغسطس 1986 في ميديلين في كولومبيا. لعب مع أتلتيكو ناسيونال وإيفرتون دي فينا ديل مار وديبورتيس توليما وسوسيداد ديبورتيفو كيتو ونادي دالاس ونادي كريسيوما.

## وصلات خارجية
- لويس ألبرتو بيريا على موقع الدوري الأمريكي (الإنجليزية)
- لويس ألبرتو بيريا على موقع قاعدة بيانات كرة القدم.إي يو (الإنجليزية)
- لويس ألبرتو بيريا على موقع Soccerway.com (الإنجليزية)